# Phyllactis flosculifera
Phyllactis flosculifera is een zeeanemonensoort uit de familie Actiniidae.
Phyllactis flosculifera is voor het eerst wetenschappelijk beschreven door Lesueur in 1817.